# Staro Trnje
Staro Trnje je zagrebačko gradsko naselje (kvart) na južnom dijelu grada. Nalazi se sjeverno od rijeke Save. Graniči na istoku s Trnjanskom Savicom, na zapadu s Cvjetnim naseljem, na sjeveru s m.o. Trnjem, te na jugu s istočnim dijelom Novog Zagreba, sa Zapruđem i Središćem.
Nalazi se na jugoistočnom dijelu Trnja. Udaljeno je samo 8 minuta od centra grada. Iz stambenih zgrada pruža se predivan pogled na jezero i park Bundek, te na istočne dijelove Novog Zagreba, točnije na Zapruđe i Središće. 5. km je udaljeno od Arene centar.
Prema popisu stanovništva iz 2011. godine, naselje ima 3.737 stanovnika.

Prema podjeli ustanovljenoj Statutom Grada Zagreba 14. prosinca 1999., pripada gradskoj četvrti Trnje.
Poštanski broj je 10000.